# Белста
БЕЛСТА —  український виробник домашнього взуття, заснований у 2005 році у Білгород-Дністровському. Один з найбільших виробників домашнього взуття в Україні.

## Історія та розвиток
Товариство з обмеженою відповідальністю  «Белста» було засноване подружжям Анатолієм та Аллою Гінак у 2005 році за технологією турецької фабрики «Espa». Введення в експлуатацію підприємства на базі корпусів колишнього Центрального конструкторського-проектного технічного бюро і випуск продукції розпочато з січня 2007 року. У 2010-х роках на фабриці вироблялося понад 500 моделей взуття домашнього та літнього асортименту. 
Назва складається з перших складів назв міст Белгород-Дністровський та Стамбул. 

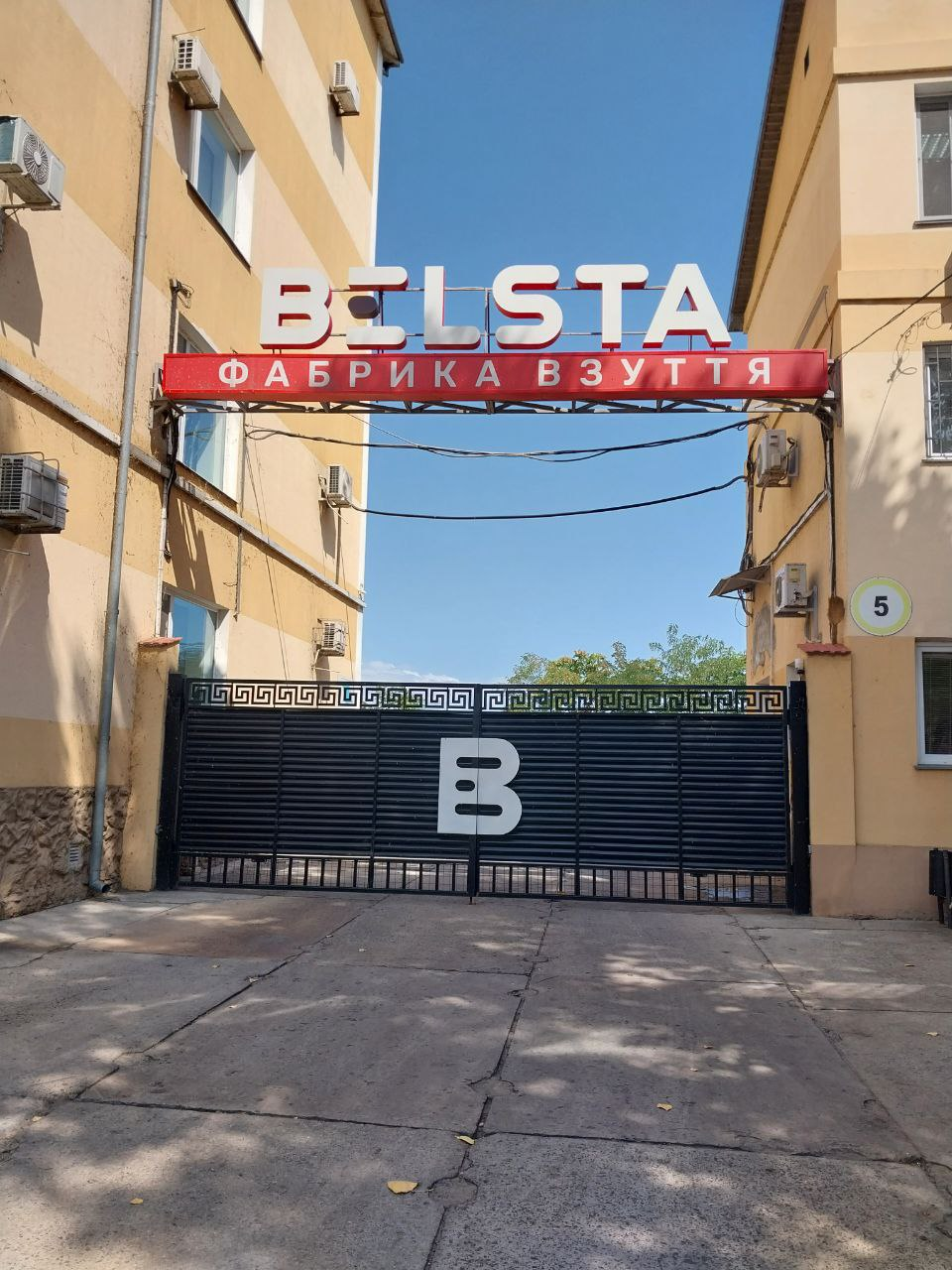
Логотип фабрики на брамі

## Виробництво
У 2020 році «Белста» випустило 2 млн 840 тис 500 пар взуття.